# Собор Кемеровских святых
Собо́р Ке́меровских (Кузба́сских) святы́х — праздник в честь святых православных подвижников, связанных с Кемеровской областью. Празднование Собору Кемеровских святых в Русской православной церкви приурочено к главному гражданскому празднику Кузбасса, Дню шахтёра, и совершается в последнее воскресенье августа. Собор Кемеровских святых включает имена 40 подвижников веры и благочестия. Это церковнослужители и миряне, канонизированные Русской православной церковью как новомученики и исповедники Российские, которые были казнены или умерли в лагерях Сиблага, располагавшихся на территориях Мариинского, Чебулинского и Таштагольского районов Кемеровской области, а также имена трёх преподобных отцов, подвизавшихся в XIX веке в пустынножительстве недалеко от Новокузнецка.
В 2013 году по благословению патриарха Московского и всея Руси Кирилла в Собор Кемеровских святых был внесён священномученик Павел Смирнов.

## Установление празднования
Просьба о рассмотрении вопроса об учреждении празднования Собора Кемеровских (Кузбасских) святых поступила от епископа Кемеровского Аристарха (Смирнова).
В сообщении от 23 августа 2010 года Пресс-служба Кемеровской епархии сообщила о благословении Патриарха Московского и всея Руси Кирилла на учреждение праздника.
16 февраля 2011 года празднование Собора Кемеровских (Кузбасских) святых было внесено в православный месяцеслов.

## Храм в честь собора Кемеровских святых
В 2012 году в Кемерово на проспекте Шахтёров в офисном здании Управляющей компании МПО «Кузбасс» открылся домовой храм в честь собора Кемеровских святых. Освящение храма состоялось 16 мая, обряд освящения совершил Епископ Кемеровский и Прокопьевский Аристарх.
Центральное место в храме заняла икона собора Кемеровских святых, в верхнем её ярусе имеется красочная роспись с изображением почти всех кузбасских новомучеников. Интерьер молитвенного помещения дополняют золоченые иконостас и три подсвечника.

## Список святых
| №  | Святой                       | Лик святости       | Преставление     | Дата канонизации | День памяти |
| -- | ---------------------------- | ------------------ | ---------------- | ---------------- | ----------- |
| 1  | Пётр Томский                 | праведный          | начало XIX века  | 1984             | 4 марта     |
| 2  | Василиск Сибирский           | преподобный        | 10 января 1825   | 2004             | 29 декабря  |
| 3  | Зосима (Верховский)          | преподобный        | 5 ноября 1833    | 1999             | 24 октября  |
| 4  | Владимир Рясенский           | священномученик    | 4 декабря 1932   | 2000             | 22 ноября   |
| 5  | Амфилохий (Скворцов)         | священномученик    | 1 января 1937    | 2000             | 18 сентября |
| 6  | Пётр (Попов)                 | священномученик    | 25 мая 1937      | 2000             | 25 мая      |
| 7  | Мирон (Ржепик)               | священномученик    | 13 сентября 1937 | 2006             | 31 августа  |
| 8  | Григорий Аверин              | священномученик    | 20 сентября 1937 | 2000             | 7 сентября  |
| 9  | Лев (Егоров)                 | священномученик    | 20 сентября 1937 | 2003             | 7 сентября  |
| 10 | Павлин (Крошечкин)           | священномученик    | 3 ноября 1937    | 2000             | 21 октября  |
| 11 | Аркадий (Ершов)              | священномученик    | 3 ноября 1937    | 2000             | 21 октября  |
| 12 | Анатолий Левицкий            | священномученик    | 3 ноября 1937    | 2000             | 21 октября  |
| 13 | Никандр (Чернелевский)       | священномученик    | 3 ноября 1937    | 2000             | 21 октября  |
| 14 | Неофит (Осипов)              | преподобномученик  | 3 ноября 1937    | 2009             | 21 октября  |
| 15 | Киприан (Анников)            | мученик            | 3 ноября 1937    | 2000             | 21 октября  |
| 16 | Серафим (Самойлович)         | священномученик    | 4 ноября 1937    | 2000             | 22 октября  |
| 17 | Александр Андреев            | священномученик    | 4 ноября 1937    | 2000             | 22 октября  |
| 18 | Александр Лебедев            | священномученик    | 4 ноября 1937    | 2001             | 22 октября  |
| 19 | Василий Богоявленский        | священномученик    | 4 ноября 1937    | 2000             | 22 октября  |
| 20 | Владимир Соболев             | священномученик    | 4 ноября 1937    | 2000             | 22 октября  |
| 21 | Герман (Полянский)           | преподобномученик  | 4 ноября 1937    | 2000             | 22 октября  |
| 22 | Мина (Шелаев)                | преподобномученик  | 4 ноября 1937    | 2000             | 22 октября  |
| 23 | Леонид (Викторов)            | священномученик    | 10 января 1938   | 2006             | 28 декабря  |
| 24 | Михаил (Березин)             | священномученик    | 13 января 1938   | 2002             | 31 декабря  |
| 25 | Павел (Смирнов)              | священномученик    | 1 марта 1938     | 2001             | 16 февраля  |
| 26 | Константин (Пятикрестовский) | священномученик    | 6 марта 1938     | 2000             | 6 марта     |
| 27 | Иоанн (Орлов)                | священномученик    | 7 марта 1938     | 2002             | 7 марта     |
| 28 | Михаил Строев                | мученик            | 16 марта 1938    | 2002             | 16 марта    |
| 29 | Александр (Лихарев)          | священномученик    | 17 марта 1938    | 2004             | 4 марта     |
| 30 | Константин (Соколов)         | священномученик    | 25 марта 1938    | 2005             | 12 марта    |
| 31 | Наталия Бакланова            | преподобномученица | 31 марта 1938    | 2005             | 31 марта    |
| 32 | Мария Носова                 | преподобномученица | 10 мая 1938      | 2005             | 10 мая      |
| 33 | Михаил (Марков)              | священномученик    | 16 июня 1938     | 2004             | 3 июня      |
| 34 | Мария (Цейтлин)              | преподобномученица | 15 декабря 1938  | 2004             | 27 апреля   |
| 35 | Борис (Успенский)            | мученик            | 15 декабря 1938  | 2001             | 2 декабря   |
| 36 | Евдокия Павлова              | преподобномученица | 20 апреля 1939   | 2005             | 20 апреля   |
| 37 | Леонид Муравьев              | священномученик    | 11 ноября 1941   | 2004             | 29 октября  |
| 38 | Василий Мирожин              | священномученик    | 20 декабря 1941  | 2007             | 20 декабря  |
| 39 | Филарет (Пряхин)             | преподобномученик  | 7 марта 1942     | 2002             | 22 февраля  |
| 40 | Иоанн Колесников             | мученик            | 17 апреля 1943   | 2004             | 17 апреля   |